# Recopa Sudamericana 2003
Jedenáctý ročník Recopa Sudamericana byl odehrán dne 12. července 2003. Ve vzájemném zápase se střetli vítěz Poháru osvoboditelů v ročníku 2002 – Club Olimpia a vítěz Copa Sudamericana ve stejném ročníku – CA San Lorenzo de Almagro.

## 1. zápas
| 12. července 2003           |        |             |                                                                             |
| Club Olimpia                | 2 : 0  | San Lorenzo | Memorial Coliseum, Los Angeles diváci: 8.000 rozhodčí: Carlos Eugênio Simon |
| López 28' Enciso 69' (pen.) | report |             | Memorial Coliseum, Los Angeles diváci: 8.000 rozhodčí: Carlos Eugênio Simon |

| Olimpia | San Lorenzo |

## Vítěz
| Recopa Sudamericana 2003 Club Olimpia (2. vítězství) |